# András Baronyi
András (Andor) István Baronyi (* 13. September 1892 in Budapest; † 6. Juni 1944 ebenda) war ein ungarischer Schwimmer und Leichtathlet.
Baronyi stellte am 17. November 1907 mit einer Zeit von 1:24,0 Minuten einen Weltrekord im Brustschwimmen über die Distanz von 100 Metern auf.
Er nahm an den Schwimmbewerben der Olympischen Spiele 1908 in London und 1912 in Stockholm teil.
Bei den Spielen 1912 wurde er Siebter im Standweitsprung.
Nach dem Abschluss seines Jurastudiums wurde Baronyi Ingenieuroffizier. Zwischen den beiden Weltkriegen war er Präsident des ungarischen Schwimmverbandes. Er starb 1944 nach einer langen Krankheit.